# Eloísa Cartonera
Eloísa Cartonera es una editorial argentina y una cooperativa de trabajo. Es la pionera editorial cartonera, ya que sus libros son editados con tapas de cartón comprado a los recolectores informales denominados "cartoneros", además de ser coloreados y confeccionados por personas de bajos recursos.

## Historia
En el año 2002, al calor de la crisis imperante en la Argentina después del 2001, el escritor Washington Cucurto junto con el artista plástico Javier Barilaro y otros artistas emprendieron este proyecto que pretende, por un lado, generar mano de obra genuina (el cartón se compra a un precio más alto que el que se paga habitualmente, además de pagarse por hora a quienes confeccionan y pintan los libros), autosustentarse con la venta de libros (no poseen otro tipo de financiación) y además ofrecer al público un amplio catálogo, con escritores reconocidos y nóveles de Argentina y América. Los escritores ceden sus derechos de autor para la publicación.
Los ejemplares se pintan con témperas de diversos colores, y cada uno de ellos es diferente a los demás. La editorial posee una sede en el barrio porteño de La Boca que se encuentra abierta al público general, donde se organizan cursos y talleres, además de muestras artísticas.
A 10 años de su creación, en el mundo existen más de 50 editoriales cartoneras, basadas en la experiencia de Eloísa Cartonera.

## Publicaciones

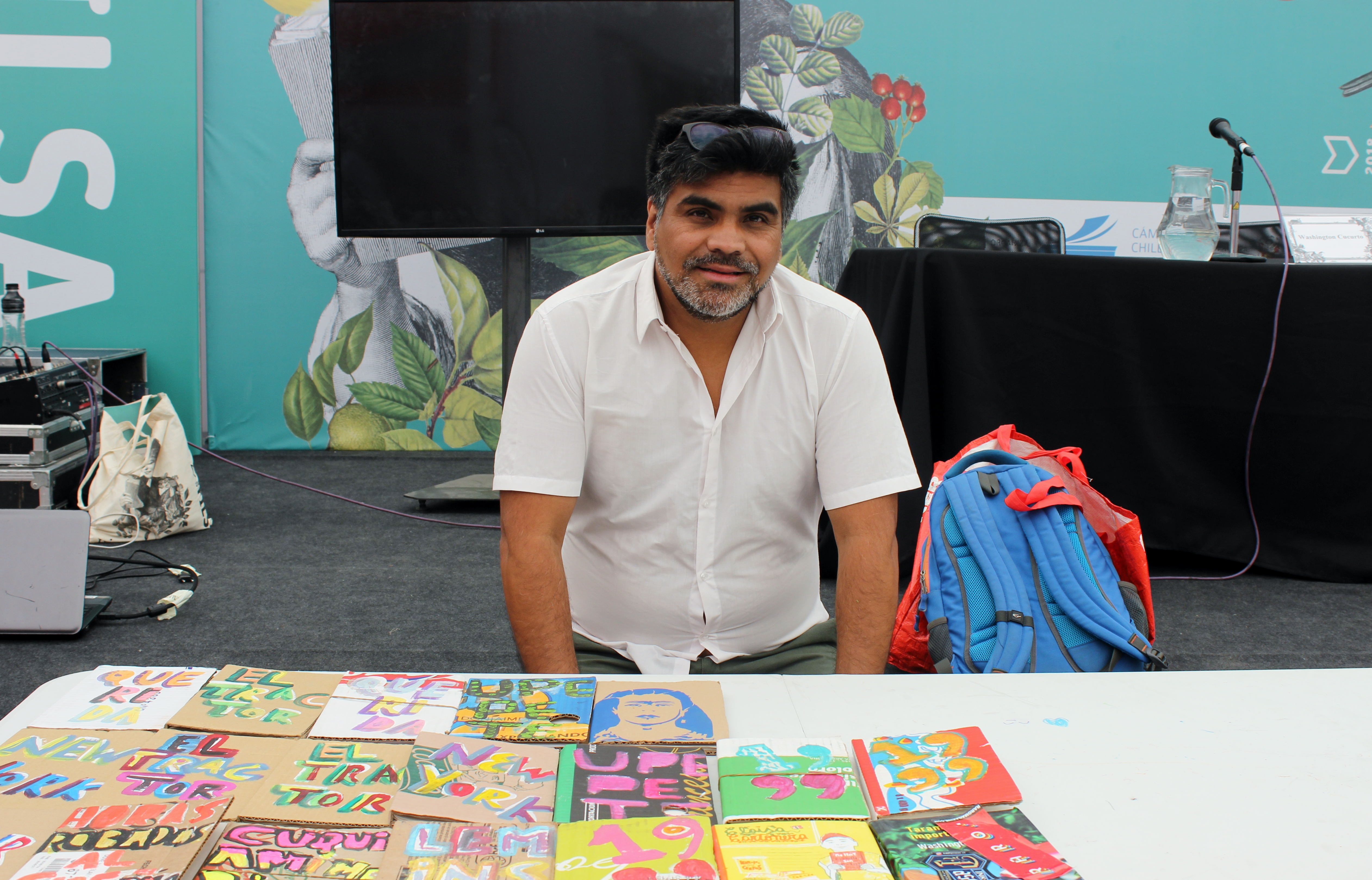
Washington Cucurto en la FILSA 2018.

Con un catálogo de más de cien obras, han editado diferentes géneros literarios (poesía, cuentos, novelas, ensayo, cómics, libros infantiles) de autores como Washington Cucurto, Dani Umpi, Ricardo Piglia, César Aira, Gabriela Bejerman, Martín Adán, Haroldo de Campos, Leónidas Lamborghini, Enrique Lihn, Fabián Casas, Tomás Eloy Martínez, entre otros.
También han editado obras en conjunto con instituciones y embajadas de distintos países.
La editorial en dos oportunidades celebró el certamen narrativo "Nuevo Sudaca Border a la narrativa muy breve", el premio en ambas ocasiones consistió en la edición y difusión de los cuentos ganadores. En el certamen del año 2005 los cuentos editados fueron: «El ciclista serial» (Marcelo Guerrieri), «Luster» (Juan Leotta), «Serialis»mo (Leandro Ávalos Blacha), «Palomas que no son pájaros» (Pedro Nalda Querol), «El Sr. Velázquez y el licenciado Ramírez» (Gonzalo Alfonsín) y «Cacho el más macho» (Dante Castiglione); en el correspondiente al año 2010/11: «Proyecto Ivanov» (José María Marcos), «Vociferata seminal erratensible» (Carlos Marcos), «La indemnización» (Julio Srur), «Río» (Josefa Abellá) y «El pasaje Lavalle» (Manuel Rianxo).

## Premios y distinciones
En el año 2012 recibe el Premio Principal Príncipe Claus, otorgado a las personas o asociaciones cuyas acciones culturales impactan positivamente en sus sociedades. En 2014 la Fundación Konex le otorgó el Diploma al Mérito de los Premios Konex a las Letras en la categoría Labor editorial.